# Кабанис, Жан Луи
Жан Луи Кабанис (нем. Jean-Louis Cabanis; 8 марта 1816, Берлин — 20 февраля 1906, там же) — немецкий орнитолог.

## Биография
Жан Луи Кабанис родился 8 марта 1816 года в городе Берлине. С 1835 по 1839 годы Кабанис изучал естествознание в Берлинском университете
По окончании обучения предпринял зоологическое путешествие в Северную Америку, где провёл более полутора лет в Северной и Южной Каролине и собрал богатые коллекции. После возвращении в Берлин в 1841 году поступил на службу в Зоологический музей, где проработал до 1892 года. В 1874 году был назначен профессором.
Исследования Кабаниса имели в своё время важное значение в систематике птиц; свои работы он помещал в «Archiv für Naturgeschichte», Вигманна (1841) и в «Museum Heineanum» (1850—1863), он обработал также птиц в «Reisen in Britisch-Guyana», Шомбургка (1848) и в «Reisen in Ostafrica» фон дер Деккена (Б., 1869). В 1853 году Кабанис основал «Journal für Ornithologie», который с 1868 года служит органом основанного Кабанисом Немецкого Орнитологического общества в Берлине.

## Почести
Несколько орнитологов назвали таксоны в честь Кабаниса, например:
- Белобровая овсянка (Emberiza cabanisi) (Reichenow, 1875)
- Иглохвостый печник Кабаниса (Synallaxis cabanisi) (Berlepsch & Leverkuhn, 1890)
- Танагра Кабаниса (Tangara cabanisi) (Sclater, 1868)
- Бурый бюльбюль Кабаниса (Phyllastrephus cabanisi) (Sharpe, 1882)
- Сероспинный сорокопут (Lanius cabanisi) (Hartert, 1906)
- Черноголовый общественный ткач (Pseudonigrita cabanisi) (Fischer & Reichenow, 1884)

Кабанис был автором или соавтором целого ряда таксонов птиц. Вместе с Шарлем Люсьеном Бонапартом он описал в 1850 году род Stenostira. Он описал среди прочих виды: белогрудый лесной крапивник (Henicorhina leucosticta), чешуйчатая короткохвостая муравьянка (Hylophylax poecilinotus), желтогрудый тиранн-плоскоклюв (Rhynchocyclus brevirostris), а также роды Poospiza, Baeolophus и Cichlopsis.